# Финал чемпионата мира по хоккею с шайбой 2014
Финал чемпионата мира по хоккею с шайбой 2014 состоялся на «Минск-Арене» в Минске (Белоруссия) 25 мая между сборными России и Финляндии.
Сборная России завоевала золотые медали чемпионата, победив команду Финляндии со счётом 5:2 в основное время.

## Перед матчем
За всё время проведения чемпионатов мира это была первая финальная игра между сборными СССР/России и сборной Финляндии. До чемпионата мира 1997 года Финляндия ни разу не встречалась со сборной независимой России. Статистика игр с 1997 по 2014 годы между этими сборными такова: 7 побед, 1 ничья и 7 поражений. Команды России и Финляндии уже встречались на этом чемпионате на групповом этапе — тогда, 11 мая, со счётом 4:2 выиграли россияне. Ранее сборная Финляндии переиграла сборную России в четвертьфинале хоккейного турнира зимних Олимпийских игр 2014, проводившихся в Сочи, со счётом 3:1.
Сборная России претендовала на пятые золотые медали чемпионатов мира (со времени образования данной сборной в 1992 году) на 27-е в советской/российской истории. Данная сборная также могла победить в четвёртый раз, после победы в финалах чемпионатов в 2008, 2009 и 2012 годах. Сборная России одержала до этой финальной игры на турнире 9 побед подряд в основное время.
Сборная Финляндии, напротив, на групповом этапе играла не так уверенно, как сборная России, и попала в финал не без доли везения. Она выиграла в группе 3 игры в основное время, 3 проиграла и 1 игру выиграла в овертайме, набрав 11 очков. Попасть в четвертьфинал ей помогла сборная Швейцарии, которая в последнем своём матче в группе обыграла сборную Латвии (прямых конкурентов финнов за последнюю четвёртую путёвку в плей-офф) со счётом 3:2. В 1/4 финала финны сенсационно выбили одного из фаворитов турнира — сборную Канады, которая до этой встречи не знала поражений на этом чемпионате в основное время, переиграв их со счётом 3:2. Далее в полуфинале они уверенно победили сборную Чехии со счётом 3:0.
Главный тренер российской сборной, Олег Знарок, был дисквалифицирован на финальный матч из-за конфликта с тренером сборной Швеции во время полуфинального матча. Президент ИИХФ Рене Фазель, объяснил наказание тем, что любое официальное лицо, показывающее неприличный жест другому официальному лицу, должно быть дисквалифицировано на один матч, и что жест Знарка полностью подходил к этой категории. По словам Олега Валерьевича, жест, который он показал одному из тренеров шведской сборной, означал, что у него болит горло. Обязанности главного тренера в финальном матче исполнял Харийс Витолиньш, гражданин Латвии.

## Путь к финалу
| Команда   | И | В | ВО | ПО | П | ГЗ | ГП | РГ  | О  |
| --------- | - | - | -- | -- | - | -- | -- | --- | -- |
| Россия    | 7 | 7 | 0  | 0  | 0 | 31 | 7  | +24 | 21 |
| США       | 7 | 4 | 1  | 0  | 2 | 27 | 23 | +4  | 14 |
| Беларусь  | 7 | 4 | 0  | 0  | 3 | 18 | 17 | +1  | 12 |
| Финляндия | 7 | 3 | 1  | 0  | 3 | 18 | 15 | +3  | 11 |
| Швейцария | 7 | 3 | 0  | 1  | 3 | 19 | 21 | −2  | 10 |
| Латвия    | 7 | 3 | 0  | 0  | 4 | 20 | 24 | −4  | 9  |
| Германия  | 7 | 1 | 1  | 0  | 5 | 13 | 23 | −10 | 5  |
| Казахстан | 7 | 0 | 0  | 2  | 5 | 16 | 32 | −16 | 2  |

| Команда   | И | В | ВО | ПО | П | ГЗ | ГП | РГ  | О  |
| --------- | - | - | -- | -- | - | -- | -- | --- | -- |
| Россия    | 7 | 7 | 0  | 0  | 0 | 31 | 7  | +24 | 21 |
| США       | 7 | 4 | 1  | 0  | 2 | 27 | 23 | +4  | 14 |
| Беларусь  | 7 | 4 | 0  | 0  | 3 | 18 | 17 | +1  | 12 |
| Финляндия | 7 | 3 | 1  | 0  | 3 | 18 | 15 | +3  | 11 |
| Швейцария | 7 | 3 | 0  | 1  | 3 | 19 | 21 | −2  | 10 |
| Латвия    | 7 | 3 | 0  | 0  | 4 | 20 | 24 | −4  | 9  |
| Германия  | 7 | 1 | 1  | 0  | 5 | 13 | 23 | −10 | 5  |
| Казахстан | 7 | 0 | 0  | 2  | 5 | 16 | 32 | −16 | 2  |

## Матч
| 2014-05-25 21:00 | Россия | 5 : 2 (1:1, 2:1, 2:0) | Финляндия | Минск-Арена, Минск Зрителей: 15 112 |

| Отчёт | Отчёт                      | Отчёт                                                                               | Отчёт       | Отчёт                                                                     |
| --- | -------------------------- | ----------------------------------------------------------------------------------- | ----------- | ------------------------------------------------------------------------- |
| |                            |                                                                                     |             |                                                                           |
| | С. Бобровский              | Вратари                                                                             | Пекка Ринне | Судьи: Ларс Брюггеман Кит Кавал Линейные судьи: Крис Карлсон Андре Шрадер |
| | Голы:                      |                                                                                     |             | Судьи: Ларс Брюггеман Кит Кавал Линейные судьи: Крис Карлсон Андре Шрадер |
| С. Широков (Д. Зарипов) (5х4) — 10:45 А. Овечкин (В. Шипачёв) — 27:34 Е. Малкин (Д. Зарипов) (5х3) — 35:36 Д. Зарипов (С. Широков) (5х4) — 44:24 В. Тихонов (А. Кутузов, Н. Кулёмин) (5х4) — 55:53 | 1:0 1:1 1:2 :2 3:2 4:2 5:2 | 19:57 — И. Пакаринен (Й. Лехтеря) 26:51 — (5х4) О. Палола (П. Йормакка, Й. Лехтеря) |             | Судьи: Ларс Брюггеман Кит Кавал Линейные судьи: Крис Карлсон Андре Шрадер |
| |                            |                                                                                     |             | Судьи: Ларс Брюггеман Кит Кавал Линейные судьи: Крис Карлсон Андре Шрадер |
| |                            |                                                                                     |             | Судьи: Ларс Брюггеман Кит Кавал Линейные судьи: Крис Карлсон Андре Шрадер |
| |                            |                                                                                     |             | Судьи: Ларс Брюггеман Кит Кавал Линейные судьи: Крис Карлсон Андре Шрадер |
| 12 мин | Штраф                      | 28 мин                                                                              |             | Судьи: Ларс Брюггеман Кит Кавал Линейные судьи: Крис Карлсон Андре Шрадер |
| |                            |                                                                                     |             |                                                                           |
| | 39                         | Броски                                                                              | 26          |                                                                           |

### Детали матча

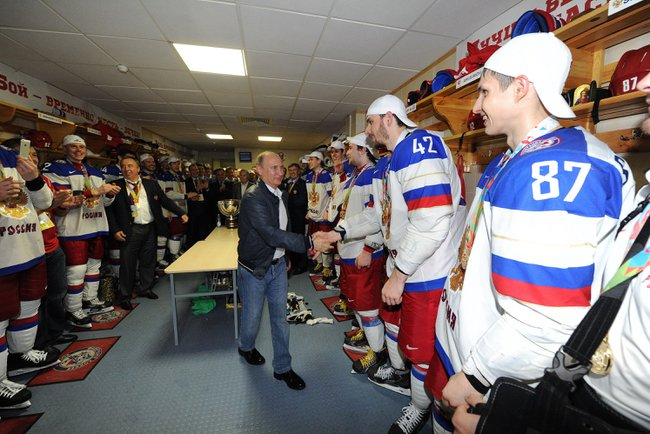
Владимир Путин поздравил сборную России с победой на чемпионате мира по хоккею.

- На финальном матче присутствовало рекордное число зрителей за весь чемпионат (15 112) — это на 26 человек больше, чем число сидячих мест «Минск-Арены» (15 086). Впервые хоккейный матч на чемпионате мира посетили более 15 тысяч зрителей.
- На финальном матче присутствовали Президент Республики Беларусь Александр Лукашенко, Президент Российской Федерации Владимир Путин и Президент Таджикистана Эмомали Рахмон.

## Ссылка
- Официальный сайт IIHF. Матч Россия — Финляндия.